# Semiothisa xanthonora
Semiothisa xanthonora là một loài bướm đêm trong họ Geometridae.